# Blackpink World Tour (In Your Area)
Blackpink World Tour (In Your Area) es el nombre de la primera gira mundial de conciertos del grupo surcoreano Blackpink, la cual recorrió Asia, Norteamérica, Europa y Oceanía en 36 fechas, comenzando en Seúl el 10 de noviembre de 2018 y finalizando en Fukuoka el 22 de febrero de 2020.

## Antecedentes

### Blackpink 2018 Tour (In Your Area) Seoul x BC Card
El 12 de septiembre de 2018, se anunció que el grupo celebraría su primer concierto en Seúl titulado "Black Pink 2018 Tour [In Your Area] Seoul x BC Card" en el Olympic Gymnastics Arena.
YouTube lanzó un teaser del concierto de Seúl. En el avance se anunciaba su título y los videos musicales de "Whistle", "Playing with Fire", "As If It's Your Last" y "Ddu-Du Ddu-Du", con el texto "Nos vemos pronto en Seúl", y anunciando el horario del concierto, a realizarse en dos días. Según el personal de YG Entertainment, en el concepto y diseño del concierto participaron personalmente las integrantes de Blackpink, incluido el nombre "In Your Area".
Luego, el 1 de noviembre, se anunciaron espectáculos adicionales en la región de Asia.

### Blackpink 2019-2020 World Tour (In Your Area)
El 9 de enero de 2019, las chicas de Blackpink anunciaron su primera gira mundial, sumándose a las presentaciones en Seúl, incluyendo en esta a Europa, Norteamérica y Australia. Llegado el 28 de enero, confirman las fechas europeas de la gira, que se llevarían a cabo en Países Bajos, Inglaterra, Alemania, Francia y España. El 11 de febrero de 2019, la banda anunció las fechas de la parte Norteamericana de la gira, la que incluyó seis fechas, cinco en Estados Unidos y una en Canadá.
Posteriormente se añadieron más fechas; una en Mánchester y una segunda función al día siguiente en Newark. Lo mismo en Fort Worth, pero esta fue cancelada días más tarde con motivos desconocidos. Finalmente se añaden dos fechas a la gira en Australia, específicamente en Sídney y Melbourne. El 15 de abril se anuncian las cuatro fechas finales en Japón.

## Lista de canciones
| Lista de canciones en Seúl | Lista de canciones en Seúl                                  |
| #                          | Canción                                                     |
| I parte                    | I parte                                                     |
| -------------------------- | ----------------------------------------------------------- |
| 1                          | «Ddu-Du Ddu-Du»                                             |
| 2                          | «Forever Young»                                             |
| 3                          | «Stay» (versión remix)                                      |
| 4                          | «Sure Thing» (cover de Miguel)                              |
| 5                          | «Whistle»                                                   |
| II parte                   |                                                             |
| 6                          | «Clarity» (cover de Zedd) - Solo de Jisoo                   |
| 7                          | «I Like It» / «Faded» / «Attention» - Solo de baile de Lisa |
| 8                          | «Let It Be» / «You & I» / «Only Look At Me» - Solo de Rosé  |
| 9                          | «Solo» - Solo de Jennie                                     |
| III parte                  |                                                             |
| 10                         | «Kiss and Make Up»                                          |
| 11                         | «So Hot» (The BlackLabel remix) (cover de Wonder Girls)     |
| 12                         | «Really»                                                    |
| 13                         | «See U Later»                                               |
| IV parte                   |                                                             |
| 14                         | «Playing With Fire»                                         |
| 15                         | «16 Shots» (cover de Stefflon Don)                          |
| 16                         | «Boombayah»                                                 |
| 17                         | «As If It's Your Last»                                      |
| Encore                     |                                                             |
| 18                         | «Whistle» (versión rock)                                    |
| 19                         | «Ddu-Du Ddu-Du»                                             |
| 20                         | «Stay»                                                      |

| Lista de canciones en Asia | Lista de canciones en Asia                                 |
| #                          | Canción                                                    |
| I parte                    | I parte                                                    |
| -------------------------- | ---------------------------------------------------------- |
| 1                          | «Ddu-Du Ddu-Du»                                            |
| 2                          | «Forever Young»                                            |
| 3                          | «Stay» (versión remix)                                     |
| 4                          | «Whistle»                                                  |
| II parte                   |                                                            |
| 5                          | «Clarity» (cover de Zedd) - Solo de Jisoo                  |
| 6                          | «Take Me» / «Swalla» - Solo de baile de Lisa               |
| 7                          | «Let It Be» / «You & I» / «Only Look At Me» - Solo de Rosé |
| 8                          | «Solo» - Solo de Jennie                                    |
| III parte                  |                                                            |
| 9                          | «Kiss and Make Up»                                         |
| 10                         | «So Hot» (The BlackLabel remix) (cover de Wonder Girls)    |
| 11                         | «Playing With Fire»                                        |
| 12                         | «Really»                                                   |
| 13                         | «See U Later»                                              |
| IV parte                   |                                                            |
| 14                         | «16 Shots» (cover de Stefflon Don)                         |
| 15                         | «Boombayah»                                                |
| 16                         | «As If It's Your Last»                                     |
| Encore                     |                                                            |
| 17                         | «Ddu-Du Ddu-Du»                                            |
| 18                         | «Stay»                                                     |

| Lista de canciones en Norteamérica, Europa y Australia | Lista de canciones en Norteamérica, Europa y Australia     |
| #                                                      | Canción                                                    |
| I parte                                                | I parte                                                    |
| ------------------------------------------------------ | ---------------------------------------------------------- |
| 1                                                      | «Ddu-Du Ddu-Du»                                            |
| 2                                                      | «Forever Young»                                            |
| 3                                                      | «Stay» (versión remix)                                     |
| 4                                                      | «Whistle»                                                  |
| II parte                                               |                                                            |
| 5                                                      | «Let It Be» / «You & I» / «Only Look At Me» - Solo de Rosé |
| 6                                                      | «Take Me» / «Swalla» - Solo de baile de Lisa               |
| 7                                                      | «Clarity» (cover de Zedd) - Solo de Jisoo                  |
| 8                                                      | «Solo» - Solo de Jennie                                    |
| III parte                                              |                                                            |
| 9                                                      | «Kill This Love»                                           |
| 10                                                     | «Don't Know What To Do»                                    |
| 11                                                     | «Kiss and Make Up»                                         |
| 12                                                     | «Really»                                                   |
| 13                                                     | «See U Later»                                              |
| IV parte                                               |                                                            |
| 14                                                     | «Playing with Fire»                                        |
| 15                                                     | «Kick It»                                                  |
| 16                                                     | «Boombayah»                                                |
| 17                                                     | «As If It's Your Last»                                     |
| Encore                                                 |                                                            |
| 18                                                     | «Ddu-Du Ddu-Du» (versión remix)                            |
| 19                                                     | «Hope Not»                                                 |

| Lista de canciones en Japón | Lista de canciones en Japón                                                            |
| #                           | Canción                                                                                |
| I parte                     | I parte                                                                                |
| --------------------------- | -------------------------------------------------------------------------------------- |
| 1                           | «Ddu-Du Ddu-Du»                                                                        |
| 2                           | «Forever Young»                                                                        |
| 3                           | «Stay»                                                                                 |
| 4                           | «Whistle»                                                                              |
| II parte                    |                                                                                        |
| 5                           | «Someone You Loved» (cover de Lewis Capaldi) - Solo de Rosé                            |
| 6                           | «Good Thing» / «Señorita» - Solo de baile de Lisa                                      |
| 7                           | «How can I love the heartbreak, you're the one I love» (cover de AKMU) - Solo de Jisoo |
| 8                           | «Solo» - Solo de Jennie                                                                |
| III parte                   |                                                                                        |
| 9                           | «Kill This Love»                                                                       |
| 10                          | «Don't Know What To Do»                                                                |
| 11                          | «Kiss and Make Up»                                                                     |
| 12                          | «Really»                                                                               |
| 13                          | «See U Later»                                                                          |
| IV parte                    |                                                                                        |
| 14                          | «Playing with Fire»                                                                    |
| 15                          | «Kick It»                                                                              |
| 16                          | «Boombayah»                                                                            |
| 17                          | «As If It's Your Last»                                                                 |
| Encore                      |                                                                                        |
| 18                          | «Ddu-Du Ddu-Du» (versión remix)                                                        |
| 19                          | «Hope Not»                                                                             |
| 20                          | «Whistle» (versión acústica)                                                           |

## Fechas
| Fecha                                              | Ciudad       | País           | Recinto                         | Asistencia (aprox.) | Recaudación (aprox.) |
| -------------------------------------------------- | ------------ | -------------- | ------------------------------- | ------------------- | -------------------- |
| Blackpink 2018 Tour (In Your Area) Seoul x BC Card |              |                |                                 |                     |                      |
| 10 de noviembre de 2018                            | Seúl         | Corea del Sur  | Arena de Gimnasia Olímpica      | 21,125              | $1,865,309           |
| 11 de noviembre de 2018                            | Seúl         | Corea del Sur  | Arena de Gimnasia Olímpica      | 21,125              | $1,865,309           |
| Asia - Etapa I                                     |              |                |                                 |                     |                      |
| 11 de enero de 2019                                | Bangkok      | Tailandia      | IMPACT Arena                    | 29,241              | $4,231,009           |
| 12 de enero de 2019                                | Bangkok      | Tailandia      | IMPACT Arena                    | 29,241              | $4,231,009           |
| 13 de enero de 2019                                | Bangkok      | Tailandia      | IMPACT Arena                    | 29,241              | $4,231,009           |
| 19 de enero de 2019                                | Yakarta      | Indonesia      | Indonesia Convention Exhibition | 16,260              | $2,160,298           |
| 20 de enero de 2019                                | Yakarta      | Indonesia      | Indonesia Convention Exhibition | 16,260              | $2,160,298           |
| 26 de enero de 2019                                | Hong Kong    | Hong Kong      | AsiaWorld-Arena                 | 9,690               | $1,331,229           |
| 2 de febrero de 2019                               | Manila       | Filipinas      | Mall of Asia Arena              | 8,469               | $1,651,297           |
| 15 de febrero de 2019                              | Singapur     | Singapur       | Estadio Cubierto de Singapur    | 8,076               | $1,380,122           |
| 23 de febrero de 2019                              | Kuala Lumpur | Malasia        | Malawati Stadium                | 15,504              | $2,133,735           |
| 24 de febrero de 2019                              | Kuala Lumpur | Malasia        | Malawati Stadium                | 15,504              | $2,133,735           |
| 3 de marzo de 2019                                 | Taipéi       | Taiwán         | Linkou Arena                    | 8,774               | $1,211,700           |
| Norteamérica - Etapa II                            |              |                |                                 |                     |                      |
| 17 de abril de 2019                                | Los Ángeles  | Estados Unidos | The Forum                       | 12,245              | $1,876,188           |
| 24 de abril de 2019                                | Chicago      | Estados Unidos | Allstate Arena                  | 11,417              | $ 1,815,062          |
| 27 de abril de 2019                                | Toronto      | Canadá         | FirstOntario Centre             | 10,704              | $1,434,093           |
| 1 de mayo de 2019                                  | Nueva York   | Estados Unidos | Prudential Center               | 22,944              | $3,219,636           |
| 2 de mayo de 2019                                  | Nueva York   | Estados Unidos | Prudential Center               | 22,944              | $3,219,636           |
| 4 de mayo de 2019                                  | Atlanta      | Estados Unidos | Infinite Energy Arena           | 9,180               | $1,518,063           |
| 8 de mayo de 2019                                  | Dallas       | Estados Unidos | Fort Worth Convention Center    | 9,107               | $1,321,716           |
| 9 de mayo de 2019                                  | Dallas       | Estados Unidos | Fort Worth Convention Center    | SUSPENDIDO          | SUSPENDIDO           |
| Europa - Etapa III                                 |              |                |                                 |                     |                      |
| 18 de mayo de 2019                                 | Ámsterdam    | Países Bajos   | AFAS Live                       | 5,272               | $876,725             |
| 21 de mayo de 2019                                 | Mánchester   | Reino Unido    | Manchester Arena                | 5,424               | $682,256             |
| 22 de mayo de 2019                                 | Londres      | Reino Unido    | Wembley Arena                   | 9,968               | $1,421,480           |
| 24 de mayo de 2019                                 | Berlín       | Alemania       | Max-Schmeling-Halle             | 7,722               | $1,159,480           |
| 26 de mayo de 2019                                 | París        | Francia        | Zénith Paris                    | 6,224               | $915,475             |
| 28 de mayo de 2019                                 | Barcelona    | España         | Palau Sant Jordi                | 8,344               | $1.049,951           |
| Asia - Etapa IV                                    |              |                |                                 |                     |                      |
| 8 de junio de 2019                                 | Macao        | Macao          | Cotai Arena                     | 10,081              | $1,648,814           |
| Oceanía - Etapa V                                  |              |                |                                 |                     |                      |
| 13 de junio de 2019                                | Melbourne    | Australia      | Rod Laver Arena                 | 12,173              | $1,191,196           |
| 15 de junio de 2019                                | Sídney       | Australia      | Qudos Bank Arena                | 14,317              | $1,542,850           |
| Asia - Encore                                      |              |                |                                 |                     |                      |
| 12 de julio de 2019                                | Bangkok      | Tailandia      | IMPACT Arena                    | 28,776              | $4,284,344           |
| 13 de julio de 2019                                | Bangkok      | Tailandia      | IMPACT Arena                    | 28,776              | $4,284,344           |
| 14 de julio de 2019                                | Bangkok      | Tailandia      | IMPACT Arena                    | 28,776              | $4,284,344           |
| Asia - Etapa VI                                    |              |                |                                 |                     |                      |
| 4 de diciembre de 2019                             | Tokio        | Japón          | Tokyo Dome                      | 50,369              | $4,302,670           |
| 4 de enero de 2020                                 | Osaka        | Japón          | Domo de Osaka                   | 81,931              | $7,220,353           |
| 5 de enero de 2020                                 | Osaka        | Japón          | Domo de Osaka                   | 81,931              | $7,220,353           |
| 22 de febrero de 2020                              | Fukuoka      | Japón          | Domo de Fukuoka                 | 38,846              | $3,311,234           |
|                                                    |              |                |                                 | 472,183             | $56,756,285          |

## Reconocimientos

### Premios y nominaciones
| Año  | Evento                    | Premio             | Resultado | Ref.  |
| ---- | ------------------------- | ------------------ | --------- | ----- |
| 2019 | E! People's Choice Awards | Mejor tour de 2019 | Ganador   | [ 6 ] |
| 2019 | Teen Choice Awards        | Choice Summer Tour | Nominado  | [ 7 ] |

## Personal
| Blackpink - Jisoo - Jennie - Rosé - Lisa | Bailarinas (Crazy) - Park Eun Young - Park Eun Chong - Kim Ka Hea - Oh Hye Ryeon - Kim Se Jin - Son Su Bin - Kim Eun Seon - Mun Jinsil - Kim Dan Young | Banda - Omar "The Man" Dominick (Director musical - Bajista) - Gil Smith IV (Director musical - Tecladista) - Bennie Rodgers II (Baterista) - Justin "Lion" Lyons (Guitarrista) - Derrick "Yung Wurld" Mcalister (Tecladista) - Brandon Finklea (Protools) |